# SQX
Das SQX-Format ist bis Version 2 ein offenes, freies Archivformat und kann lizenzkostenfrei in eigenen Anwendungen benutzt werden. Die Nutzung des auf der Homepage zur Verfügung gestellten SDKs, der Quelltexte für Version 1.1 und der fertig kompilierten Programmbibliotheken ist ebenfalls mit keinen Lizenzkosten verbunden. Für die neueste Version 2 wurden lediglich fertig kompilierte Programmbibliotheken zur Verfügung gestellt. Eine Dokumentation des Dateiformats oder frei verfügbarer Quelltext für das Erzeugen oder Entpacken der Archive existieren für Version 2 nicht, weshalb es sich bei dieser Version nicht mehr um ein offenes Archivformat handelt.
Die offizielle Internetpräsenz des Formats ist seit 2016 nicht mehr erreichbar. Die Programmbibliotheken zur Nutzung des Formats in eigenen Programmen können seitdem nur noch aus inoffiziellen Quellen und archivierten Versionen der ehemaligen Webseite bezogen werden.
Der SQX-Archiver ist ein Hochleistungsarchiver, der entwickelt wurde, weil es kaum noch komplette Spezifikationen zu den üblichen Archivern gibt. Gerade Archivformate mit besonders guter Kompressionsleistung oder weiteren Eigenschaften wie Reparaturdaten und starker Verschlüsselung dürfen in eigenen Anwendungen, wenn überhaupt, nur zum Entpacken genutzt werden.
Die Dateierweiterung lautet .sqx.

## Leistungsmerkmale
- LZH-Variante als Primärkompressor mit Unterstützung für Wörterbücher von 32 K bis 4096 K
- Verschiedene Extramodi für Multimedia-Daten
- Hochleistungs-Audiokompressor (WAV)
- Spezielle Kompressoreinheit für ausführbare Dateien
- Unterstützung für Solid- und nicht-solid Archive
- Sichere 128/256-bit-AES-Verschlüsselung (Rijndael) für Dateien
- Optionale unabhängige Verschlüsselung der Archivverzeichnisse
- Interne und externe Reparaturdaten
- Volle Unterstützung für 64-Bit-Dateisysteme. Die maximale Größe der Archive bzw. Volumes wird nur durch das Betriebssystem limitiert
- Unterstützung für Archive mit digitalen Signaturen (Signaturen bis zu 512 Bit mit 2 * 1024 Bit verschlüsselt)
- SFX-Module für DOS (32 bit PMode) und Windows. Alle SFX-Module unterstützen Multivolume-Archive
- Archiv- und Dateikommentare